# Associació Esportiva Pallars
Associació Esportiva Pallars (AE Pallars) és un club de piragüisme català fundat a mitjans de la dècada del 1960. Anualment, organitza el Ral·li Internacional de la Noguera Pallaresa.